# Joanis Glawakis
Joanis Glawakis, gr. Ιωάννης Γκλαβάκης (ur. 10 października 1949 w Salonikach) – grecki polityk, przedsiębiorca, od 2004 do 2009 poseł do Parlamentu Europejskiego.

## Życiorys
W 1973 ukończył studia rolnicze na Uniwersytecie Arystotelesa w Salonikach, po czym odbył służbę wojskową. W 1976 otworzył własne przedsiębiorstwo prowadzące m.in. szkółki leśne. Pełnił różne funkcje w organizacjach i zrzeszeniach producentów rolnych oraz spółdzielcach, a także w komitetach doradczych przy ministrze rolnictwa.
W 1974 wstąpił do powołanej wówczas Nowej Demokracji, zasiadał w jej komitecie centralnym (1997–2004). Był radnym miejskim w Aridei (1990–1994) i następnie przez kilka lat radnym prefektury w Pelli.
W 2004 z ramienia Nowej Demokracji został wybrany do Parlamentu Europejskiego VI kadencji. Należał do grupy chadeckiej, pracował w Komisji Rybołówstwa oraz w Komisji Rolnictwa i Rozwoju Wsi. W PE zasiadał do 2009.